# Karol Walter
Karol Julian Walter (ur. 27 stycznia 1891 w Nadwórnej, zm. 1940  w ZSRR) – polski sędzia, porucznik rezerwy piechoty Wojska Polskiego, ofiara zbrodni katyńskiej.

## Życiorys
Urodził się 27 stycznia 1891 w Nadwórnej jako syn Adama i Antoniny. Ukończył studia na Wydziale Prawa Uniwersytetu Lwowskiego.
Po odzyskaniu przez Polskę niepodległości brał udział w wojnie polsko-bolszewickiej. W Wojsku Polskim został awansowany na stopień porucznika rezerwy piechoty ze starszeństwem z dniem 1 lipca 1925. W 1923, 1924 był oficerem rezerwowym 31 pułku Strzelców Kaniowskich. W 1934 jako porucznik rezerwy był przydzielony do Oficerskiej Kadry Okręgowej nr VI jako oficer reklamowany na 12 miesięcy i pozostawał wówczas w ewidencji Powiatowej Komendy Uzupełnień Lwów Miasto.
W 1927 i kolejnych latach był sędzią zapasowym przy Sądzie Apelalacyjnym we Lwowie. Od około 1929/1930 był sędzią grodzkim w Sądzie Grodzkim miejskim we Lwowie. Na początku sierpnia 1937 został mianowany przez prezydenta RP Ignacego Mościckiego sędzią okręgowym we Lwowie. Na tym stanowisku w Sądzie Okręgowym we Lwowie pozostawał do 1939.
Po wybuchu II wojny światowej i agresji ZSRR na Polskę z 17 września 1939 został aresztowany przez funkcjonariuszy NKWD w nocy 9/10 kwietnia 1940 w swoim mieszkaniu we Lwowie. Był osadzony w więzieniu Brygidki. Później został przewieziony do więzienia przy ulicy Karolenkiwskiej 17 w Kijowie. Tam w 1940 został zamordowany przez NKWD. Jego nazwisko znalazło się na tzw. Ukraińskiej Liście Katyńskiej opublikowanej w 1994 (został wymieniony na liście wywózkowej 72/1-52 oznaczony numerem 392). Został pochowany na otwartym w 2012 Polskim Cmentarzu Wojennym w Kijowie-Bykowni. 
Jego żoną była Maria z domu Kozłowska, z którą miał synów Zygmunta (ur. ok. 1930), Mariusza (1937-2022), córkę Michalinę (ur. ok. 1934, po mężu Horst). Jego szwagrem był aktor Janusz Warnecki (właśc. Kozłowski).

## Upamiętnienie
Karolowi Walterowi został poświęcony jeden z odcinków filmowego cyklu dokumentalnego pt. Epitafia katyńskie (2010).